# Červená Třemešná
Červená Třemešná je obec v okrese Jičín v Královéhradeckém kraji. Žije v ní 184 obyvatel.

## Historie
První písemná zmínka o obci pochází z roku 1267.
Historie je spjata s historií místního kostela, který byl kostelem farním a náležel k děkanátu hradeckému. Patronát nad kostelem i obcí měli páni z Miletínka, z nichž nejznámější byl Diviš Bořek přiklánějící se v dobách husitských tu na jednu, tu na druhou stranu. Po jeho smrti roku 1437 obec zdědili jeho synové. Vlastníků se vystřídalo mnoho: Mikuláš Šepek z Nové Vsi, Libák z Radovesic, Jan Litoborský z Chlumu, Jindřich Škopek z Bílých Otradovic.
Za Škopků koncem 16. století došlo k rozvoji celého panství spolu s Bělohradem a Peckou. Po roce 1626 byly statky kvůli zadlužení postoupeny levně Albrechtovi z Valdštejna. Od roku 1658, kdy obec připadla Karlu Kryštofovi staršímu Stařímskému z Libštejna na Lukavci a Sobětuši, byla historie spjata s Miletínem.

## Obyvatelstvo
| Rok            | 1869 | 1880 | 1890 | 1900 | 1910 | 1921 | 1930 | 1950 | 1961 | 1970 | 1980 | 1991 | 2001 | 2011 | 2021 |
| -------------- | ---- | ---- | ---- | ---- | ---- | ---- | ---- | ---- | ---- | ---- | ---- | ---- | ---- | ---- | ---- |
| Počet obyvatel | 322  | 273  | 319  | 344  | 300  | 298  | 288  | 202  | 172  | 153  | 148  | 124  | 131  | 160  | 160  |
| Počet domů     | 53   | 52   | 57   | 58   | 56   | 56   | 59   | 65   | 52   | 49   | 35   | 53   | 51   | 54   | 50   |

## Obecní správa
Mezi lety 1850–1974 byla Červená Třemešná obcí v okrese Hradec Králové (1850–1890), posléze v okrese Nová Paka (1900–1930), poté v okrese Hořice (1950) a později v okrese Jičín. Od 1. ledna 1975 do 23. listopadu 1990 patřila jako část města k Miletínu a od 24. listopadu 1990 je opět samostatnou obcí.

### Obecní symboly
Znak a vlajka byly obci uděleny rozhodnutím předsedkyně Poslanecké sněmovny Parlamentu České republiky dne 19. května 2025.

## Pamětihodnosti
- Kostel svatého Jakuba Většího byl vystavěn na starších základech v 15. století ve slohu gotickém. Jeho součástí je zvon z roku 1862, věž je z roku 1862, kolem kostela se rozprostírá hřbitov. Tento kostel je ve vesnici dominantou a je zdaleka viditelný. Kostel má jednu loď, presbytář, malou sakristii a přiléhající kněžiště. Kostel má dva vchody. Ke kostelu se váže pověst, kterou ztvárnil Erben ve své básni „Poklad“.
- Přírodní rezervace Miletínská bažantnice
- Přírodní památka Červená Třemešná - rybník
- Přírodní památka Farářova louka